# Jano (auteur)
Pour les articles homonymes, voir Jano.
Jano, de son vrai nom Jean Leguay, est un auteur, dessinateur et scénariste français né le 22 août 1955.

## Biographie
Il a étudié les beaux-arts à Paris pendant trois ans. Il a publié, dans les journaux Métal hurlant, B.D., Charlie Mensuel, Rigolo, L'Écho des savanes, Zoulou et (À suivre), de nombreuses bandes dessinées mettant en scène des animaux anthropomorphes dans un registre humoristique. Il affectionne les narrations picaresques, où les détails réalistes, voire terre-à-terre, sont l'amorce de gags visuels et de scènes de bagarre truculentes (donnant lieu à des cases emplies de personnages en mouvement).

## Œuvre

### Bande dessinée
- Kebra, avec Tramber, Les Humanoïdes associés :

1. Fait comme un rat, 1981.
2. Kebra chope les boules, 1982.
3. Le Zonard des étoiles, 1983.
4. La Honte aux trousses, 1983. Sans Tramber
5. Kebra Krado Komix, 1985.
  - Les Aventures de Kebra, Albin Michel, 1997. Intégrale

- Ça roule (dessin), avec Dodo (scénario), Les Humanoïdes associés, 1983.
- Keubla, Les Humanoïdes associés :

1. Sur la piste du Bongo, 1986.
2. Wallaye ! Keubla et Kebra en Afrique, 1987.

- Gazoline et la Planète rouge, Albin Michel, coll. « L'Écho des savanes », 1989. Alph'Art du meilleur album français au festival d'Angoulême 1990.
- Bonjour les Indes, avec Ben Radis et Dodo, La Sirène, 1991  (ISBN 2-88369-013-8)[1].
- Kémi le Rat de brousse, Albin Michel, 1994.
- Les Fabuleuses Dérives de la Santa Sardinha, Albin Michel :

1. 1999[2].
2. 2003.

- Au bonheur des fans, Automne 67, 2007.
- Four Roses (dessin), avec Baru (scénario), Futuropolis, 2015.

### Illustration
- Participation à Place aux renards, Sedli, 1985.
- Carnet d'Afrique, Carton, 1986.
- Jean-Luc Fromental, Le Pygmée géant, Seuil Jeunesse, 1996.
- Paname, Albin Michel, 1997[3].
- Rio de Janeiro, Albin Michel, 2001.

### Animation
- Il était une fois…, 1995, adaptation du Petit Chaperon rouge.

### Personnages
- Son premier personnage a été Kebra en 1978, créé en collaboration avec Tramber, publié dans des magazines de BD français. Petit loubard de banlieue parisienne, Kebra a l'allure d'un rat, bien que la morphologie des protagonistes chez Jano ne permette pas une classification certaine des espèces.
- Gazoline, sorte de femelle guépard anthropomorphe, a fait sa première apparition dans Kosmik Komiks en 1983. Elle a été l'héroïne d'un seul album, Gazoline et la Planète rouge, et d'une dizaine de récits courts.
- Après un voyage en Afrique en 1984, Jano créé Keubla, matelot de la marine marchande originaire d'un pays francophone d'Afrique de l'Ouest non précisé. Keubla et Kebra se rencontrent dans l'album Wallaye !. D'abord ennemis, ils sont contraints de s'associer pour se sauver la vie, puis s'emparer d'un trésor caché.

En plus des BD, Jano a illustré des livres pour enfants et publié ses propres carnets de voyages. En 2003 Anna Azevedo, Renata Baldo, et Eduardo Souza Lima ont tourné un documentaire Rio de Jano, montrant Jano en train d'explorer Rio de Janeiro.

## Récompenses
- 1987 : Alfred communication publicitaire au Festival d'Angoulême 1987 pour Félix et le Bus (avec Jean-Luc Fromental, Frank Margerin, Pirus, Jean-Claude Denis, Floc'h, Loustal, Serge Clerc, et Yves Chaland)
- 1990 : Alph-Art du meilleur album au Festival d'Angoulême 1990 pour Gazoline et la Planète rouge[4]